# Rainer Glatz

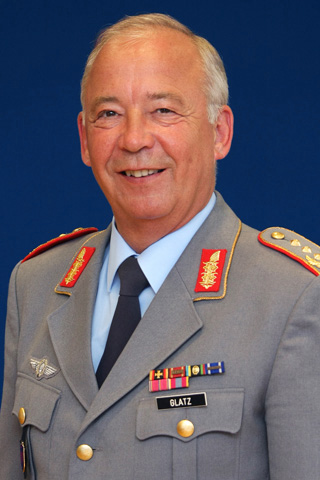
Rainer Glatz als Befehlshaber Einsatzführungskommando der Bundeswehr in Geltow (2009)

Rainer Lutz Glatz (* 10. Januar 1951 in Quakenbrück) ist ein Generalleutnant a. D. des Heeres der Bundeswehr. In seiner letzten Verwendung war er vom 22. April 2009 bis zum 23. April 2013 Befehlshaber des Einsatzführungskommandos der Bundeswehr in Geltow bei Potsdam.

## Militärische Laufbahn

### Ausbildung und erste Verwendungen
Am 1. Juli 1969 trat Glatz als Offizieranwärter der Jäger- und Panzergrenadiertruppe in den Dienst der Bundeswehr. Nach Abschluss der Offizierausbildung an der Heeresoffizierschule II in Hamburg und der Kampftruppenschule II in Munster wurde er von 1972 bis 1978 auf verschiedenen Dienstposten eingesetzt, zunächst als Zugführer, danach als S2-Offizier (Militärische Sicherheit und Nachrichtenwesen) und schließlich als Kompaniechef. Im Anschluss daran diente er von 1978 bis 1981 als Jugendoffizier des I. Korps in Münster.

### Generalstabsausbildung und Dienst als Stabsoffizier
Von 1981 bis 1983 absolvierte Glatz den 24. Generalstabslehrgang an der Führungsakademie der Bundeswehr in Hamburg. Nach diesem Lehrgang wurde er auf die Bonner Hardthöhe zum Führungsstab der Streitkräfte (FüS II 4) versetzt, wo er bis 1985 als Referent im Bereich „Militärisches Nachrichtenwesen der Bundeswehr“ tätig war. Als Teilnehmer am 20. Army Staff Course folgte 1985 eine weitere einjährige Generalstabsausbildung am britischen Royal Military College of Science in Camberley. Anschließend kehrte Glatz 1986 nach Bonn zurück, diesmal in das Bundeskanzleramt als persönlicher Mitarbeiter des Abteilungsleiters 2 (Außen-, Sicherheits- und Entwicklungspolitik).
1989 wurde Glatz Kommandeur des Panzergrenadierbataillons 12 in Osterode am Harz, bevor er 1991 wieder nach Bonn zum Führungsstab des Heeres (FüH) im Bundesministerium der Verteidigung (BMVg) versetzt wurde. Zunächst war er bis 1992 Pressereferent und Redenschreiber (FüH I 3) des Inspekteurs des Heeres, Jörg Schönbohm. Nach dem Wechsel Schönbohms in die zivile Leitung des Ministeriums als Staatssekretär wurde Glatz 1992 Adjutant des Nachfolgers, Helge Hansen, und diente in dieser Verwendung bis 1994. Hansen, der 1994 zum General ernannt wurde und bis 1996 den Dienstposten des NATO-Befehlshaber Mitteleuropa innehatte, nahm Glatz als Chef seines persönlichen Stabes und G3-Stabsoffizier der Befehlshaber-Gruppe in das Hauptquartier nach Brunssum in den Niederlanden mit. Wieder in Deutschland übernahm Glatz von 1996 bis 1998 den Dienstposten des Chefs des Stabes des Wehrbereichskommandos V./10. Panzerdivision in Sigmaringen unter dem Kommando von Rüdiger Drews.

### Generalsverwendungen

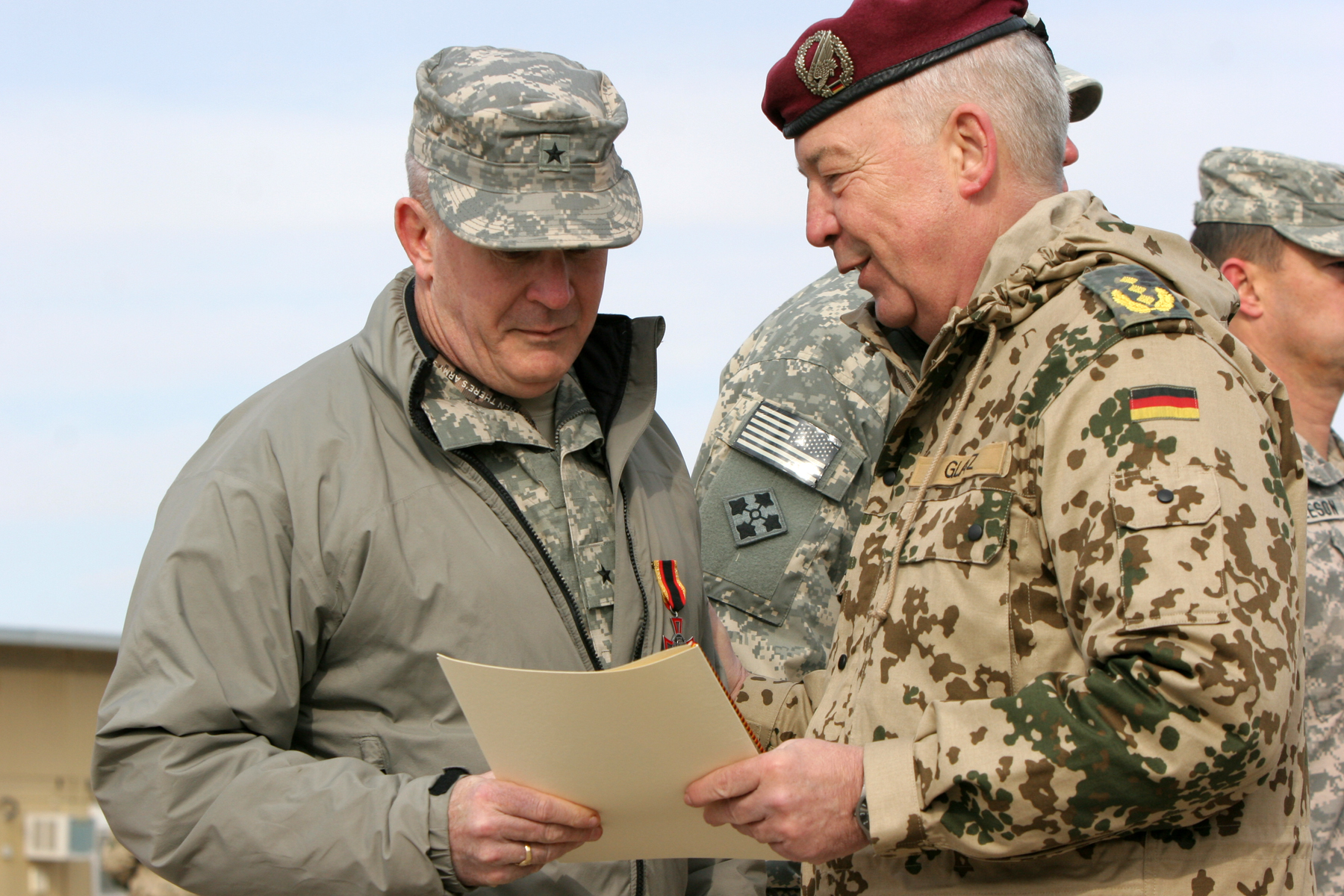
Rainer Glatz (rechts) (2011)

Im Jahr 1998 erhielt Rainer Glatz ein weiteres Truppenkommando und führte die Jägerbrigade 37 „Freistaat Sachsen“ in Frankenberg. Während dieser Verwendung wurde Glatz zum Brigadegeneral ernannt und war vom November 1998 bis zum April 1999 Kommandeur der Multinationalen Brigade Centre (DFGFA) in Sarajevo in Bosnien und Herzegowina, als sein Verband Kräfte für das 2. Kontingent SFOR in Bosnien stellte. Anschließend führte ihn 2001 sein Weg zurück zum Führungsstab des Heeres, wo er als Stabsabteilungsleiter III (Führung, Konzeption, Einsatzgrundsätze) unter dem Kommando von Manfred Dietrich eingesetzt wurde.
Zum 1. September 2002 übernahm er von Hans-Otto Budde die Division Spezielle Operationen in Regensburg und führte diese, unter Ernennung zum Generalmajor, bis zum 9. März 2006, als er das Kommando an Hans-Lothar Domröse übergab. Anschließend erfolgte die Versetzung zum Einsatzführungskommando der Bundeswehr in Geltow bei Potsdam, wo Glatz stellvertretender Befehlshaber wurde. Vom 24. April 2006 bis zum 4. Februar 2007 führte er das Einsatzführungskommando, da der Befehlshaber Karlheinz Viereck das Kommando über die Operation EUFOR RD Congo wahrnahm. Am 22. April 2009 übernahm Glatz den Dienstposten des Befehlshabers von Karlheinz Viereck und wurde zum Generalleutnant ernannt. Am 23. April 2013 übergab Glatz das Kommando an seinen Nachfolger Hans-Werner Fritz und wurde im Rahmen eines Großen Zapfenstreichs in den Ruhestand verabschiedet.
Auch nach seinem Ausscheiden aus dem aktiven Dienst ist er weiterhin Mitglied im Beirat des Bundesministeriums der Verteidigung für das Zentrum für Militärgeschichte und Sozialwissenschaften der Bundeswehr.

## Privates
Glatz ist verheiratet und hat zwei Söhne. Vom 10. Juli 2009 bis 15. Juli 2016 war Glatz Vorsitzender des Bundes Deutsche Infanterie e. V. (BDInf).

## Auszeichnungen
- 2019 Verdienstorden des Landes Brandenburg

## Werke
- Rainer Glatz: Am Hindukusch – und weiter? Die Bundeswehr im Auslandseinsatz: Erfahrungen, Bilanzen, Ausblicke. Hrsg.: Rolf Tophoven. 1. Auflage. Bundeszentrale für politische Bildung, Bonn 2015, ISBN 978-3-8389-0584-6.